# Nazzareno Scattaglia
Nazzareno Scattaglia (Santeramo in Colle, 24 dicembre 1887 – Roma, 16 gennaio 1975) è stato un generale italiano del Regio Esercito durante la seconda guerra mondiale, ricordato per il suo ruolo in Egitto durante la battaglia di el Alamein e di non collaboratore degli alleati una volta prigioniero nel Texas.

## Biografia
S'arruolò nel Regio Esercito nel 1908 ed entrò come allievo nell'Accademia militare di Modena, da cui uscì con il grado di sottotenente, assegnato all'arma di fanteria, il 17 settembre 1910 al 19º reggimento di fanteria Brescia.
Partecipò alla guerra italo-turca, come tenente, venendo decorato con la Medaglia di bronzo al valor militare e successivamente alla prima guerra mondiale nei gradi di capitano e maggiore, comandando, con grandi riconoscimenti, dal 1º luglio 1917 al 1º luglio 1918 il I° battaglione del 19º Reggimento di fanteria della Brigata Brescia.
Dopo un servizio come ufficiale di SM, fu promosso colonnello il 1º gennaio 1936, assumendo prima il comando del 50º reggimento di fanteria Parma, poi il comando del reggimento chimico, sino al 31 agosto 1941.
Dal 1º ottobre 1940 fu promosso generale di brigata, venendo poi assegnato in Sicilia prima, dal 1º settembre il comando della fanteria divisionale della 54ª divisione fanteria Napoli, poi, il 1º novembre 1941 al comando della 213ª divisione costiera, appena istituita, permanendovi sino al 9 agosto 1942.
Dal 20 agosto 1942 sostituì il generale Torriano ed assunse in Egitto il comandò della 17ª divisione di fanteria "Pavia", conducendola poi nella battaglia di El Alamein nell'ottobre seguente.
Venne sconfitto sul campo e catturato dagli inglesi nel novembre e tradotto negli Stati Uniti. Qui Scattaglia fu uno degli italiani che maggiormente si opposero alla cobelligeranza, dopo l'armistizio con le potenze alleate. Rientrò in Italia solo nel febbraio 1946.
Nel 1948 aderì al neo costituito Movimento Sociale Italiano.